# ATP Challenger Oeiras
Das ATP Challenger Oeiras (offizieller Name: Oeiras Open) ist ein seit 2021 stattfindendes Tennisturnier in Oeiras, Portugal. Es ist Teil der ATP Challenger Tour und wird im Freien auf Sand ausgetragen.

## Liste der Sieger

### Einzel
| Jahr     | Sieger              | Finalgegner           | Ergebnis       |
| -------- | ------------------- | --------------------- | -------------- |
| 2025 (2) | Cristian Garín      | Mitchell Krueger      | 7:63, 4:6, 6:2 |
| 2025 (1) | Elmer Møller        | Francisco Comesaña    | 6:0, 6:4       |
| 2024 (2) | Jaime Faria         | Elias Ymer            | 3:6, 7:63, 6:4 |
| 2024 (1) | Francisco Comesaña  | Ugo Blanchet          | 6:4, 3:6, 7:5  |
| 2023 (2) | Facundo Díaz Acosta | Aleksandar Vukic      | 6:4, 6:3       |
| 2023 (1) | Zsombor Piros       | Juan Manuel Cerúndolo | 6:3, 6:4       |
| 2022 (3) | Kaichi Uchida       | Kimmer Coppejans      | 6:2, 6:4       |
| 2022 (2) | Gastão Elias (3)    | Alessandro Giannessi  | 7:64, 6:1      |
| 2022 (1) | Gastão Elias (2)    | Nino Serdarušić       | 6:3, 6:4       |
| 2021 (4) | Gastão Elias (1)    | Holger Rune           | 5:7, 6:4, 6:4  |
| 2021 (3) | Carlos Alcaraz      | Facundo Bagnis        | 6:4, 6:4       |
| 2021 (2) | Pedro Cachín        | Nuno Borges           | 7:64, 7:63     |
| 2021 (1) | Zdeněk Kolář        | Gastão Elias          | 6:4, 7:5       |

### Doppel
| Jahr     | Sieger                               | Finalgegner                           | Ergebnis          |
| -------- | ------------------------------------ | ------------------------------------- | ----------------- |
| 2025 (2) | Andreas Mies David Vega Hernández    | Marcelo Demoliner David Pichler       | 6:4, 6:4          |
| 2025 (1) | Karol Drzewiecki Piotr Matuszewski   | Francisco Cabral Lucas Miedler        | 6:4, 3:6, [10:8]  |
| 2024 (2) | Anirudh Chandrasekar Arjun Kadhe     | Simon Freund Johannes Ingildsen       | 7:5, 6:4          |
| 2024 (1) | Filip Bergevi Mick Veldheer          | Sergio Martos Gornés Petros Tsitsipas | 6:1, 6:4          |
| 2023 (2) | Luke Johnson Sem Verbeek (2)         | Jaime Faria Henrique Rocha            | 6:76, 7:5, [10:6] |
| 2023 (1) | Victor Vlad Cornea Franko Škugor     | Marcelo Demoliner Andrea Vavassori    | 7:62, 7:64        |
| 2022 (3) | Sadio Doumbia Fabien Reboul          | Robert Galloway Alex Lawson           | 6:3, 3:6, [15:13] |
| 2022 (2) | Nuno Borges (3) Francisco Cabral (3) | Zdeněk Kolář Adam Pavlásek            | 6:4, 6:0          |
| 2022 (1) | Nuno Borges (2) Francisco Cabral (2) | Sanjar Fayziyev Markos Kalovelonis    | 6:3, 6:0          |
| 2021 (4) | Jesper de Jong Tim van Rijthoven     | Julian Lenz Roberto Quiroz            | 6:1, 7:63         |
| 2021 (3) | Hunter Reese Sem Verbeek (1)         | Sadio Doumbia Fabien Reboul           | 4:6, 6:4, [10:7]  |
| 2021 (2) | Nuno Borges (1) Francisco Cabral (1) | Pawel Kotow Tseng Chun-hsin           | 6:1, 6:2          |
| 2021 (1) | Mats Moraing Oscar Otte              | Riccardo Bonadio Denis Jewsejew       | 6:1, 6:4          |